# Rombicosidodecaedro paragirato diminuito
In geometria solida, il rombicosidodecaedro paragirato diminuito è un poliedro con 52 facce che può essere costruito, come intuibile dal suo nome, girando e poi diminuendo un rombicosidodecaedro, ossia ruotando di 36° una cupole pentagonali  che possono essere individuate sulla sua superficie e quindi sottraendogli la cupola opposta rispetto a quella ruotata.

## Caratteristiche
Il rombicosidodecaedro paragirato diminuito è uno dei 92 solidi di Johnson, in particolare quello indicato come J77, ossia un poliedro strettamente convesso avente come facce dei poligoni regolari ma comunque non appartenente alla famiglia dei poliedri uniformi, ed è il tredicesimo di una serie di diciannove solidi archimedei modificati tutti facenti parte dei solidi di Johnson.
Per quanto riguarda i 55 vertici di questo poliedro, su 45 di essi incidono una faccia pentagonale, due quadrate e una triangolare, mentre sui restanti 10 incidono una faccia decagonale, una pentagonale e una quadrata.

## Formule
Considerando un rombicosidodecaedro paragirato diminuito avente come facce dei poligoni regolari aventi lato di lunghezza {\displaystyle a}, le formule per il calcolo del volume {\displaystyle V} e della superficie {\displaystyle A} risultano essere:
{\displaystyle V={\frac {a^{3}}{6}}\left(115+54{\sqrt {5}}\right)\approx 39,2912785\ldots a^{3};}
{\displaystyle A={\frac {a^{2}}{4}}\left(100+15{\sqrt {3}}+\left(10+11{\sqrt {5}}\right){\sqrt {5+2{\sqrt {5}}}}\right)\approx 58,1146508\ldots a^{2}.}